# Husby-Sjuhundra kyrka
Husby-Sjuhundra kyrka är en kyrkobyggnad belägen i byn Husby i Husby-Sjuhundra socken, som nu tillhör Husby, Skederids och Rö församling i Roslagens västra pastorat i Uppsala stift. Kyrkan är belägen cirka en mil väster om Norrtälje och cirka en mil öster om Rimbo. Ungefär 150 meter söder om kyrkan rinner Husbyån åt öster innan den utmynnar i sjön Lommaren. I dag ligger kyrkan ett stycke från Lommarens västra strandkant, men den var placerades nära vattnet då den byggdes på 1100-talet. Namnet Husby pekar på att här funnits en kungsgård vars avkastning utgjorde kungens apanage.

## Kyrkobyggnaden
Husby-Sjuhundra kyrka är en medeltida salkyrka bestående av ett långhus med rakt avslutat kor i öster. Norr om koret finns en vidbyggd sakristia. Mitt på södra långsidan finns ett vidbyggt vapenhus med ingång. Ovanpå vapenhuset finns ett kyrktorn där kyrkklockorna hänger. I kyrkorummets kor finns kalkmålningar från 1300-talet.

### Tillkomst och medeltida ombyggnader
Nuvarande kyrkobyggnad av orappad gråsten uppfördes vid slutet av 1100-talet och invigdes åt S:t Lars. Eftersom kyrkan ligger nära en kungsgård byggdes den sannolikt av Knut Eriksson, Erik den heliges son. Förmodligen har det tidigare funnits en träkyrka på samma plats. Ursprungligen var kyrkan byggd i romansk stil och hade ett smalare kor som i öster avslutades av en halvrund absid. Vid 1200-talets mitt revs absidkoret och ersattes av nuvarande kor som har samma bredd som kyrkorummet. Intill koret byggdes en sakristia vars innertak försågs med toppigt kryssvalv av stenflis. Under 1400-talet byggdes takvalv i tegel med gotiska inslag. Vid medeltidens slut tillkom ett vapenhus på södra sidan.

### Ombyggnader efter medeltiden
Tidigt under kyrkans historia hade ett torn i väster uppförts. År 1728 revs tornet och kyrkan förlängdes med nio meter åt väster. Ombyggnadsarbetet leddes av Conrad Malm som var murarmästare i Stockholm.
När klockstapeln blåste omkull 1806 bestämde man sig för att bygga ett klocktorn ovanpå vapenhuset vid kyrkans södra sida. År 1812 färdigställdes tornet vars övre del är byggd av trä. En restaurering genomfördes 1947 efter förslag av arkitekt Ärland Noreen då man hittade obetydliga spår av medeltida kalkmålningar som restaurerades. Ännu en restaurering genomfördes åren 1971 - 1972 under ledning av arkitekt Uno Söderberg då kyrkorummet fick modern armatur.

## Inventarier
- En dopfunt av kalksten är från medeltiden och har ett dopfat från 1957.
- En madonnabild av ek är tillverkad på 1200-talet.
- Triumfkrucifixet härstammar från 1300-talets senare hälft.
- En skulptur föreställande ärkeängeln Mikael är från 1300-talet.
- Ett altarskåp är tillverkat under första hälften av 1400-talet.
- Altaruppsatsen i traditionell senbarock är tillverkad 1772. Tillhörande altartavla är en oljemålning signerad Anders Eklund 1773 och som har motivet Kristi Himmelsfärd. Målningen är innesluten i ett ramverk gjort i en blandning av rokoko och barockstil. Vid sidorna finns voluter och figurer som föreställer Tron och Hoppet. Upptill kröns altaruppsatsen av en Jehova-sol.
- Predikstolen är tillverkad 1755. Det är icke känt vem som har utfört predikstolen, enligt Riksantikvarieämbetet. Predikstolen är byggd i barockstil, korgen är fyrsidig med avskurna hörn och har en förgylld, skuren genomsiktlig dekor på framsidan. Den är tillverkad av hantverkare från socknen med ornament från Stockholm. Ljudtaket kröns av en grov fristående bemålad dekor.
- Ett nattvardskärl är tillverkat 1695 av Stockholmsmästaren Johan Nützel.

## Bildgalleri

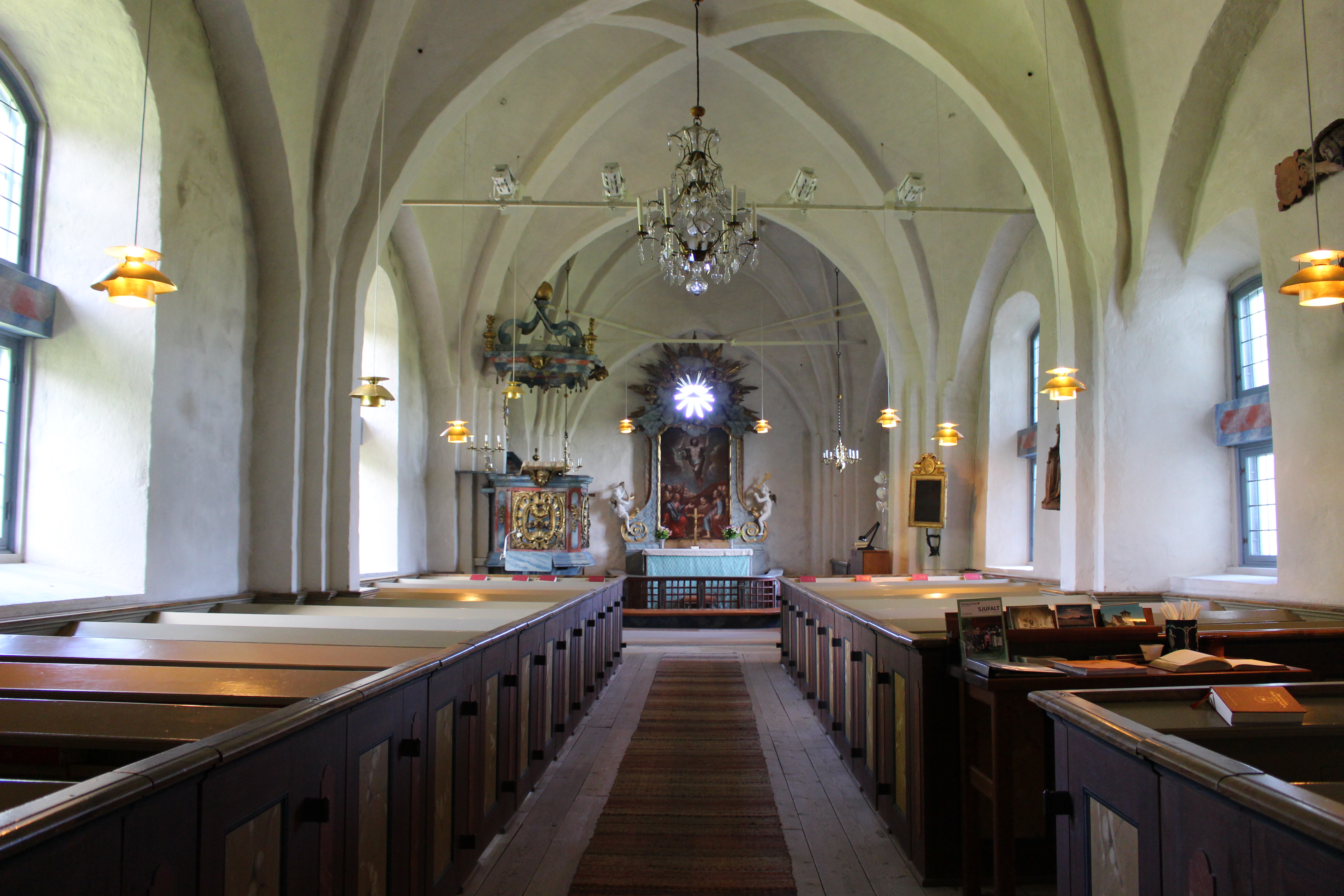
Interiör mot altaret.
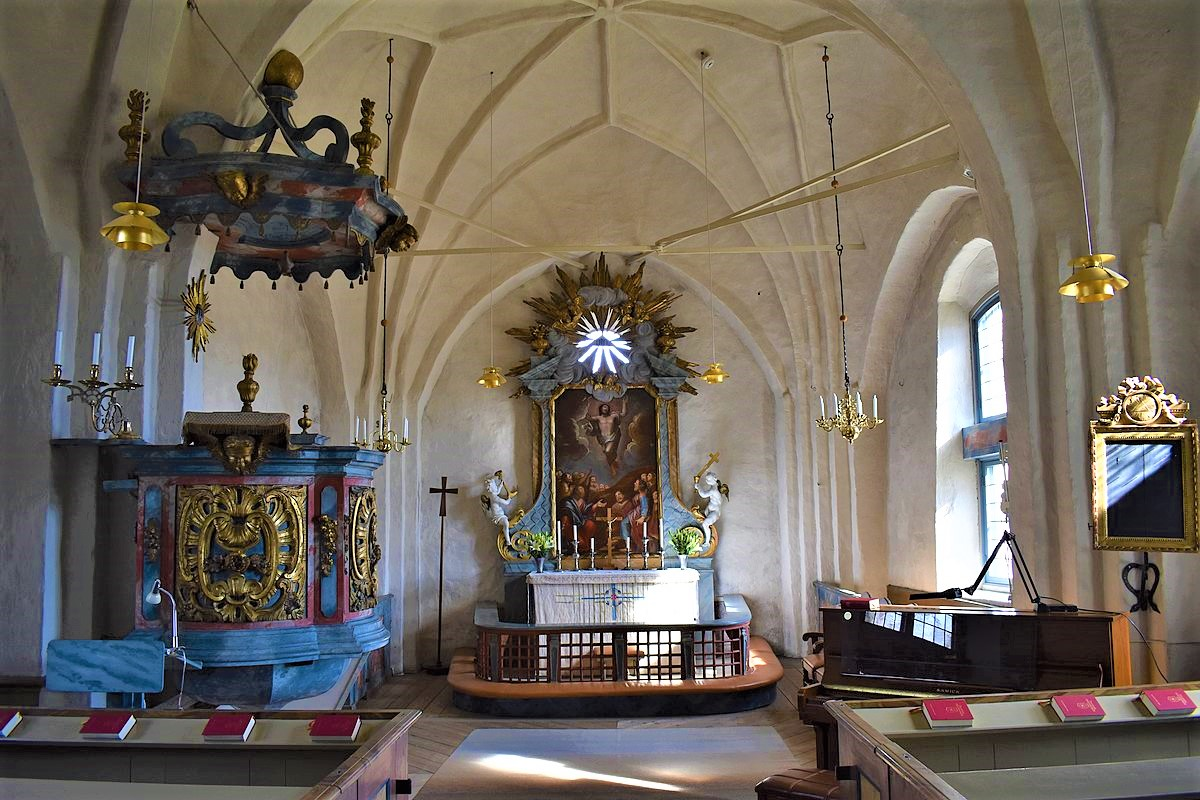
Kyrkorummet med predikstol, altare och altaruppsats.
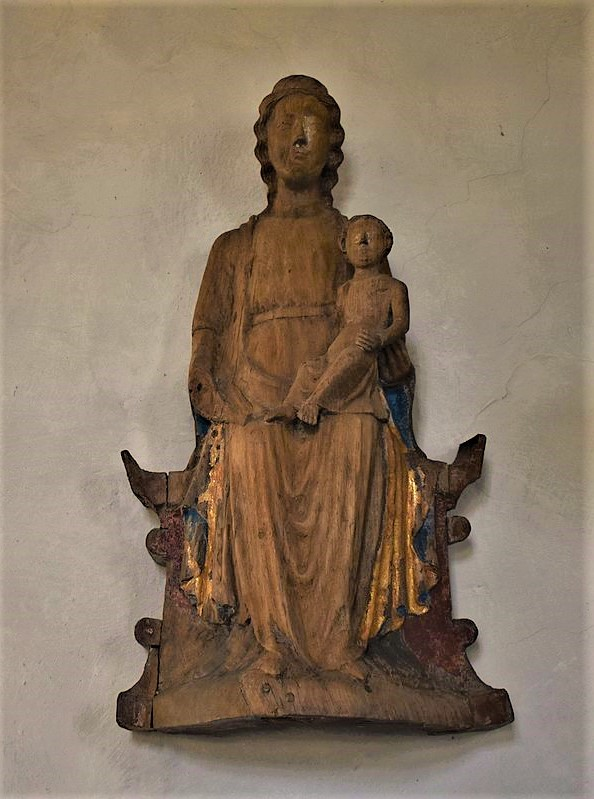
Träskulptur föreställande Jungfru Maria med Jesusbarnet, ek, tillverkad på 1200-talet.
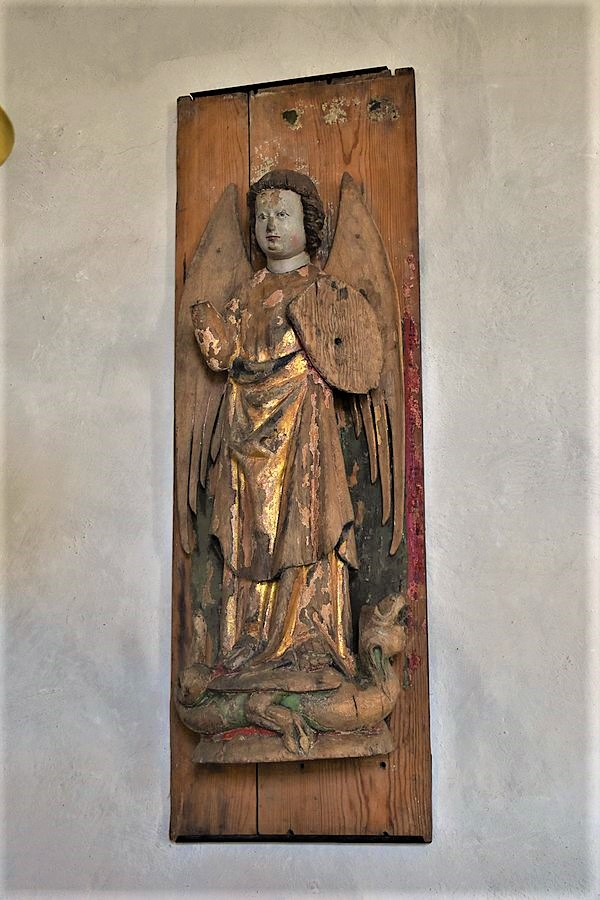
Träskulptur föreställandeärkeängeln Mikael, ek, tillverkad på 1300-talet.
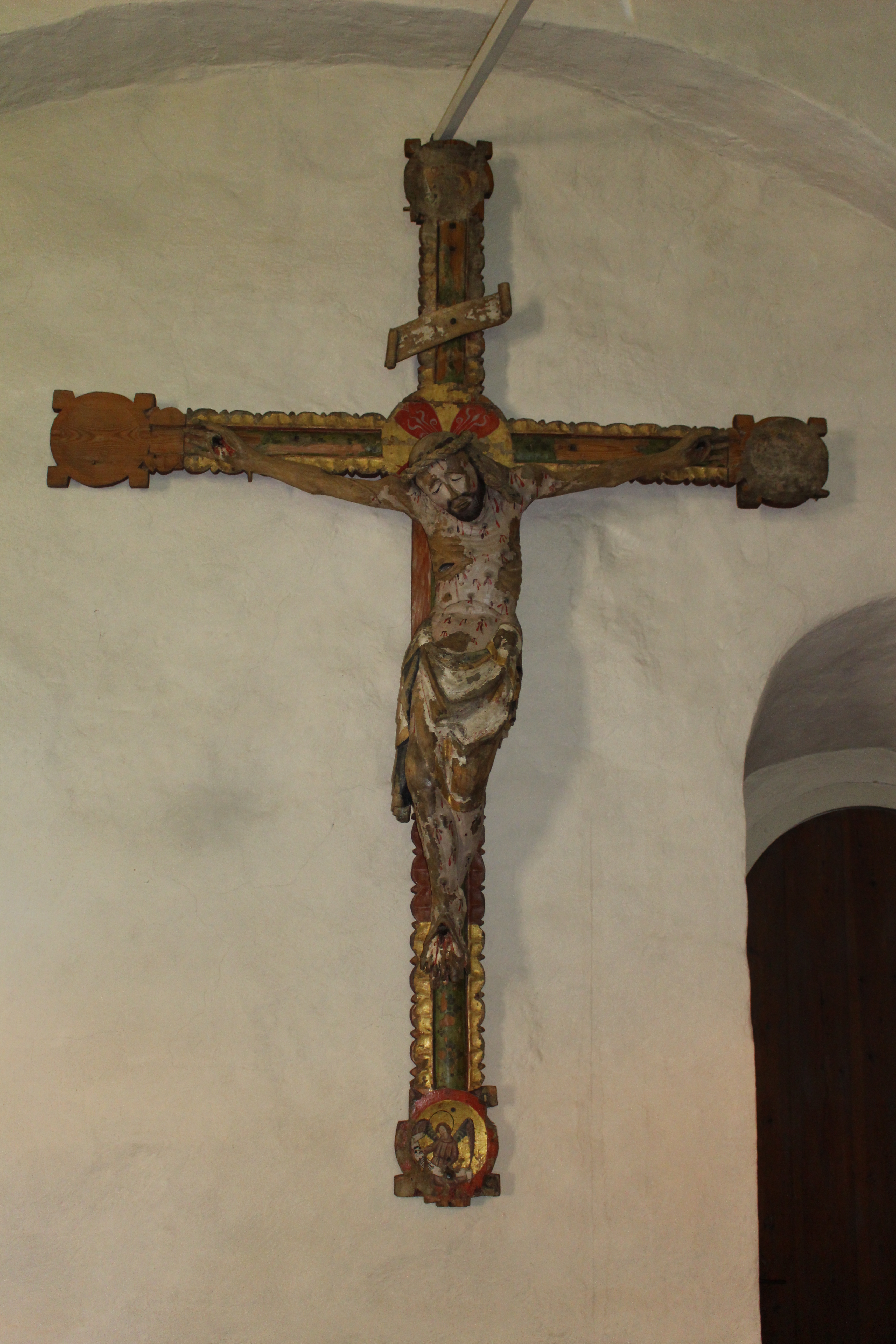
Triumfkrucifix från 1300-talet.
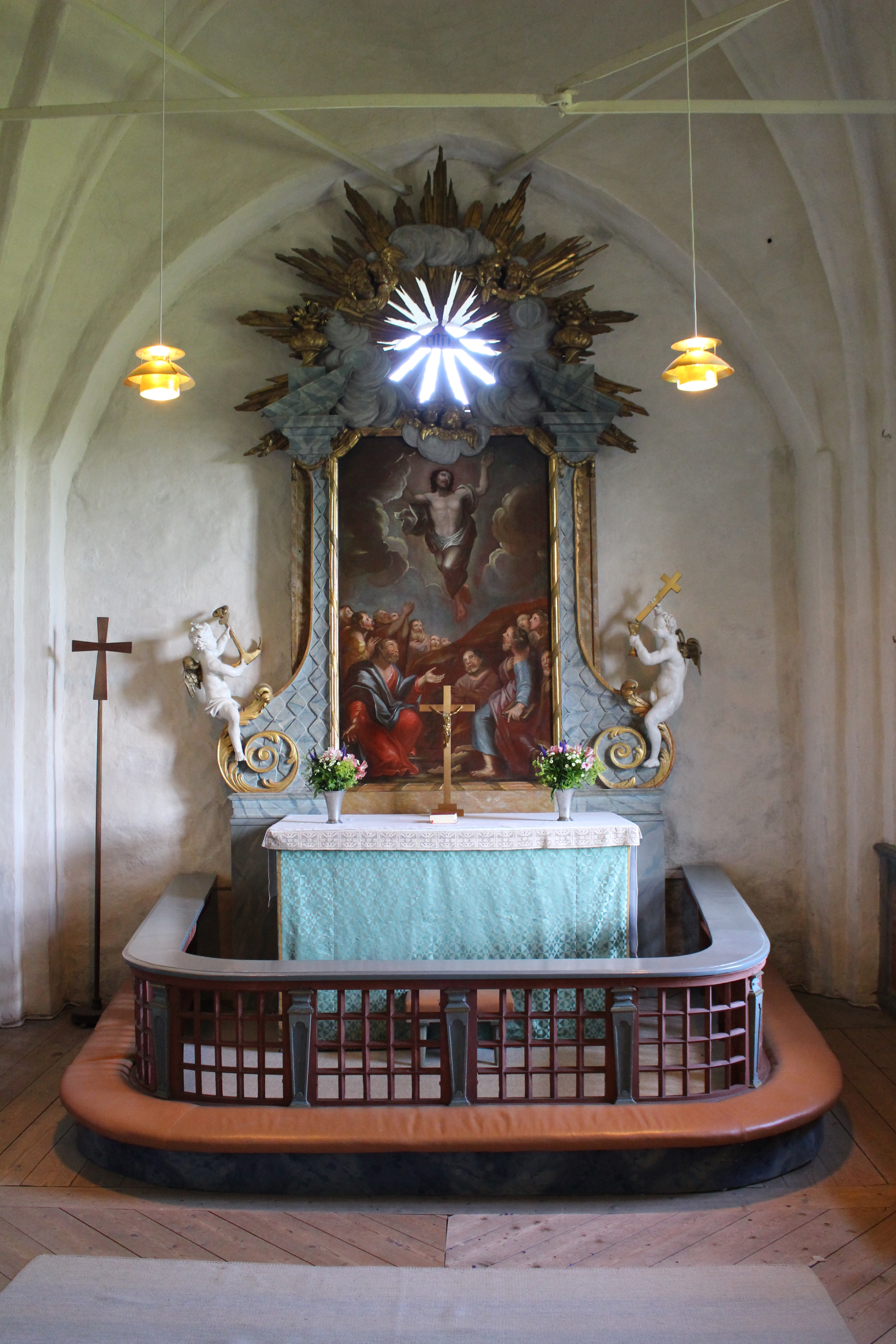
Altaret kröns av en Jehova-sol.
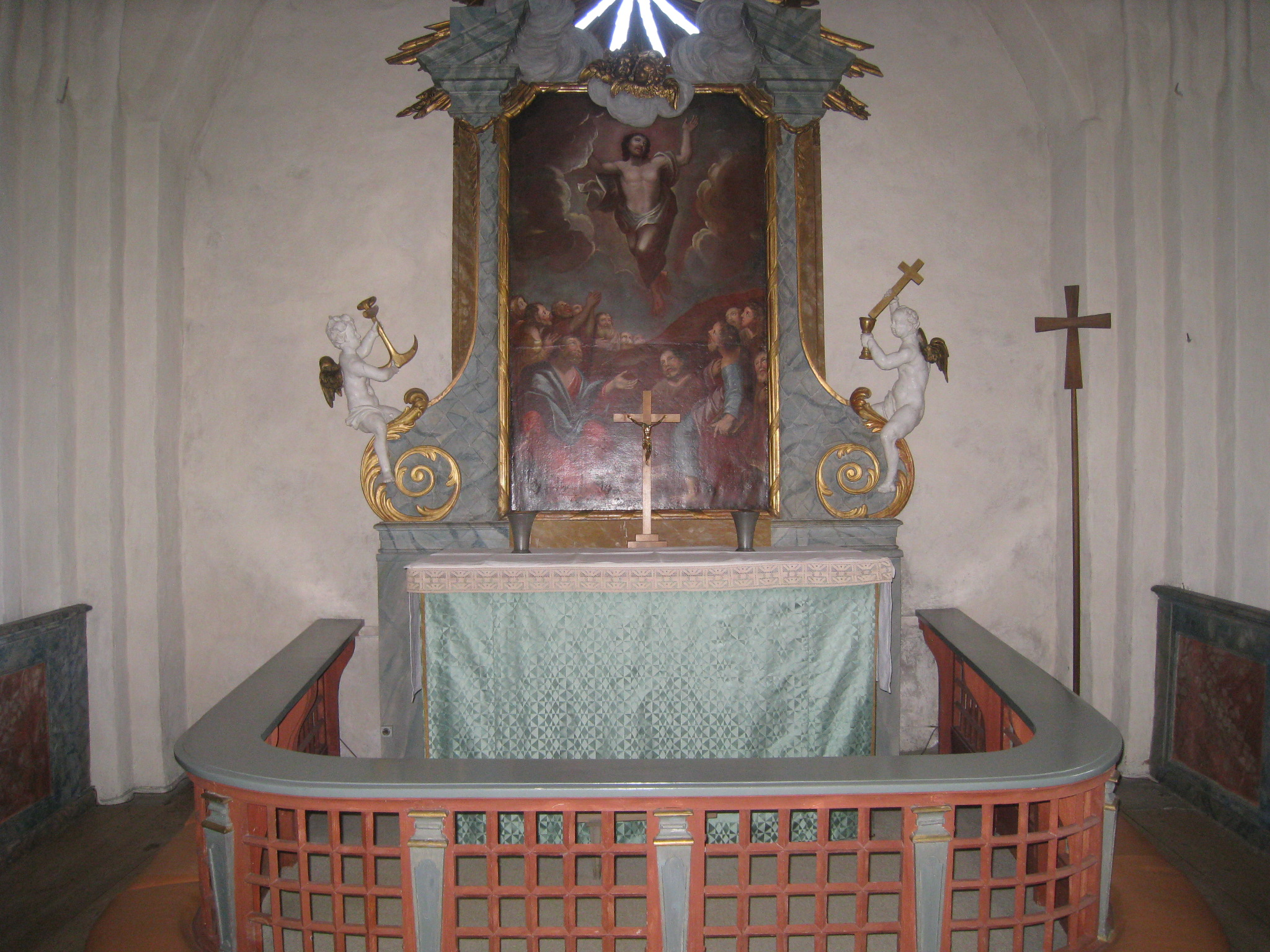
Altaruppsatsen tillverkades 1772.
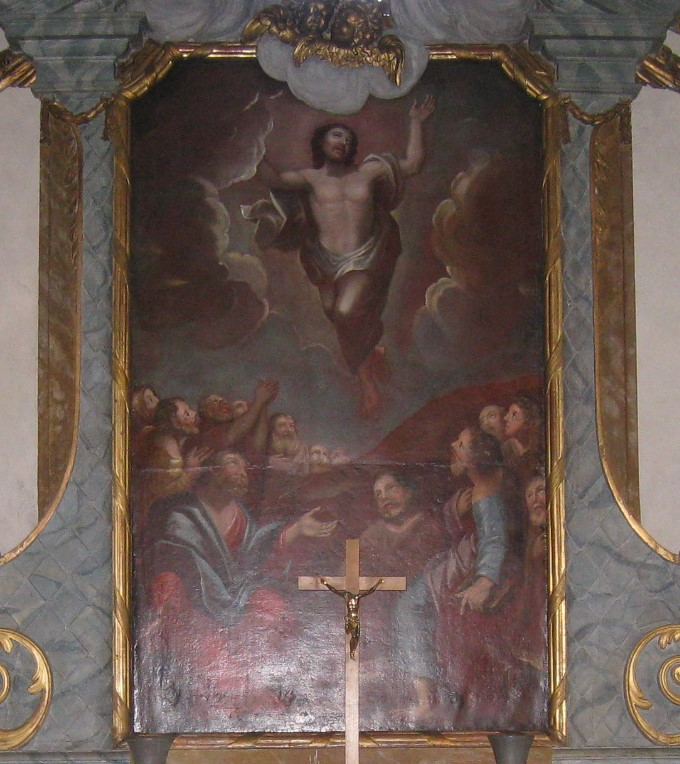
Altartavlan har motivet Kristi Himmelsfärd och är signerad Anders Eklund 1773.
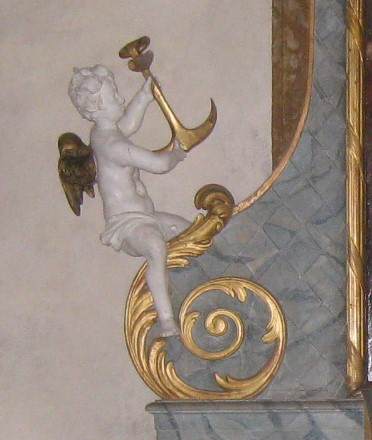
Detalj av altaruppsatsen, figur med Hoppet.
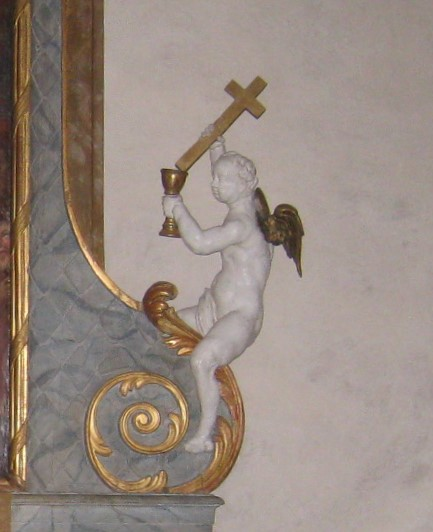
Detalj av altaruppsatsen, figur med Tron.
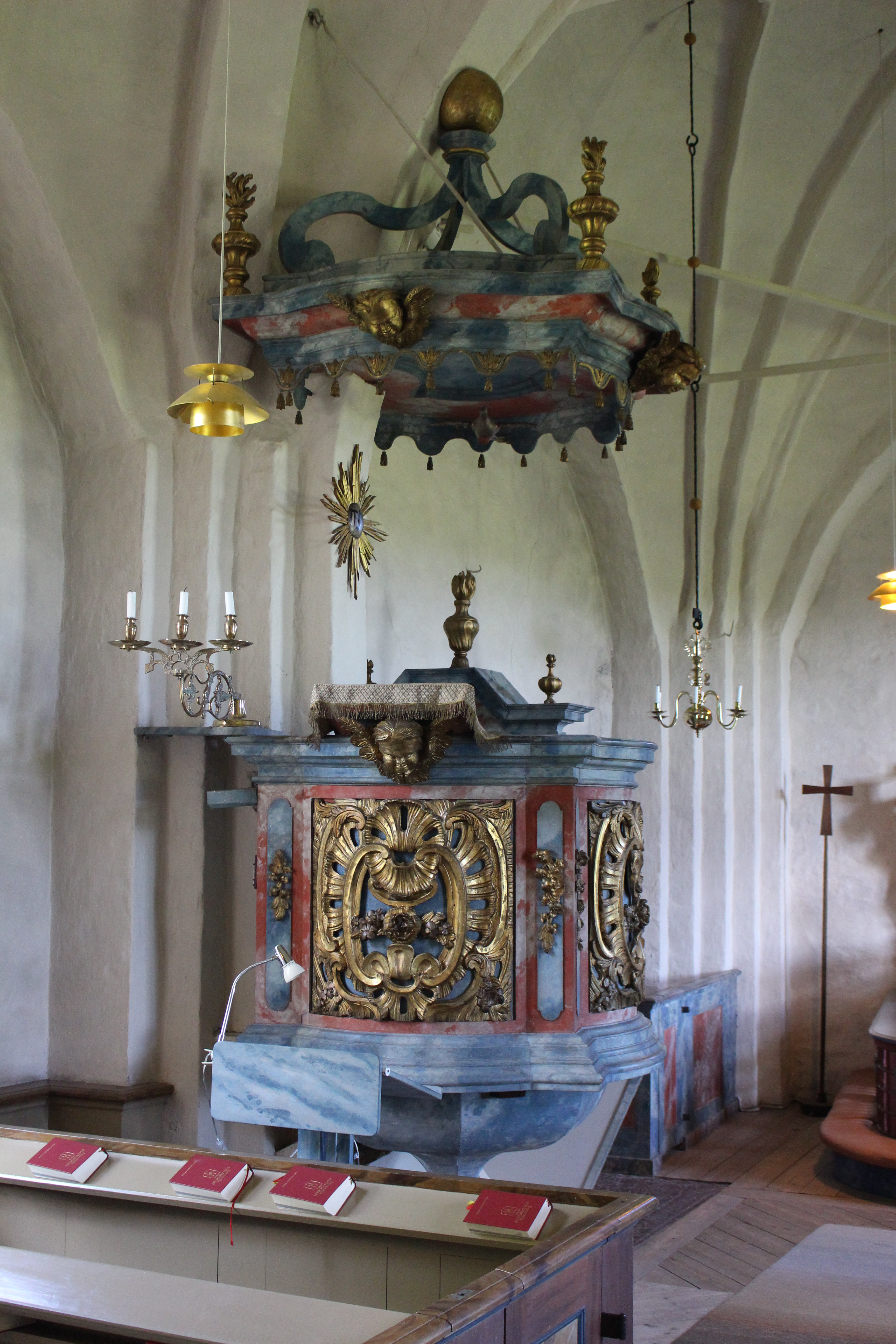
Predikstolen är fyrsidig med avskurna hörn.
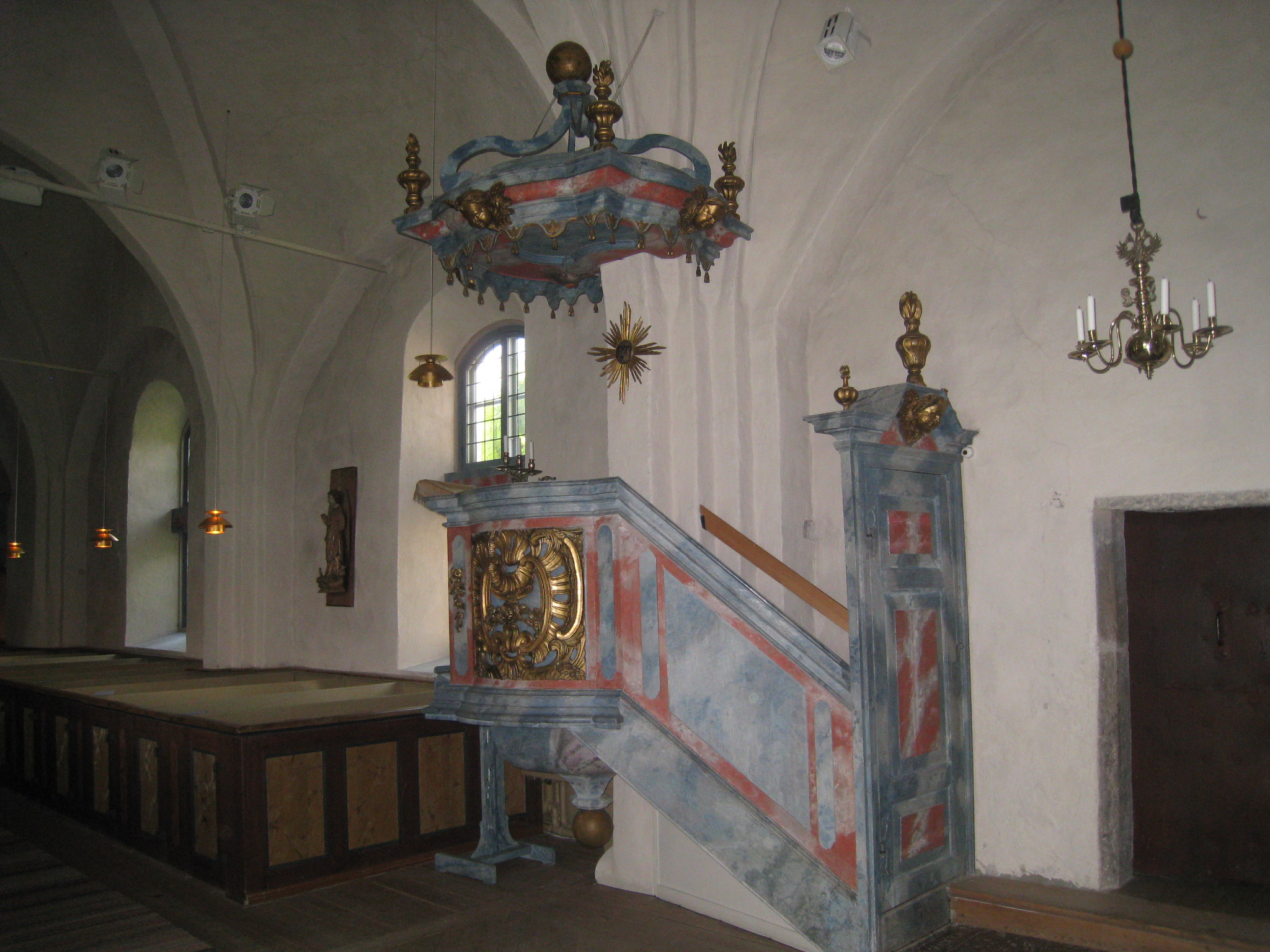
Predikstolen tillverkades 1755.
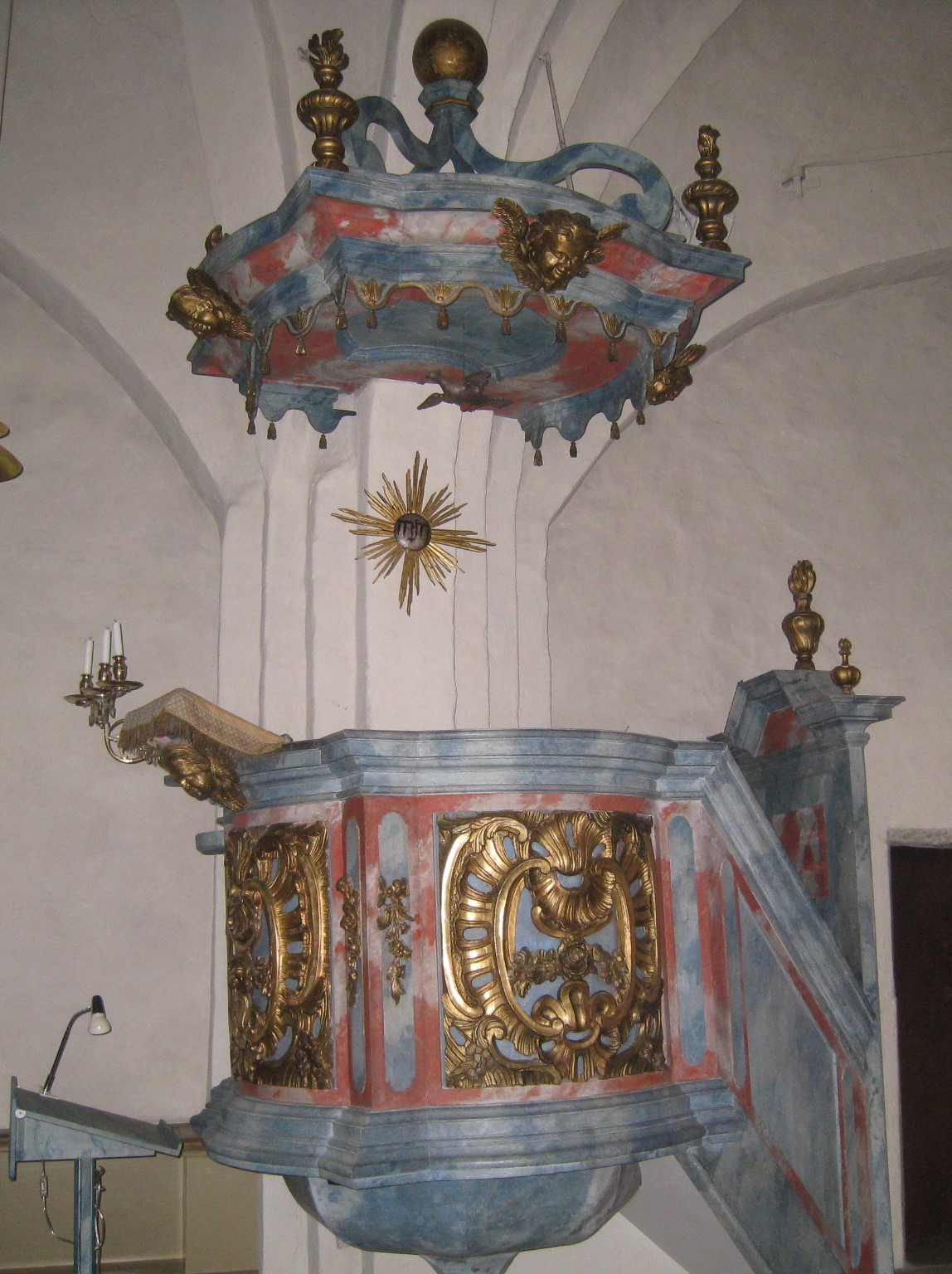
Predikstolen med fyrsidig korg med dekor och bemålat ljudtak.
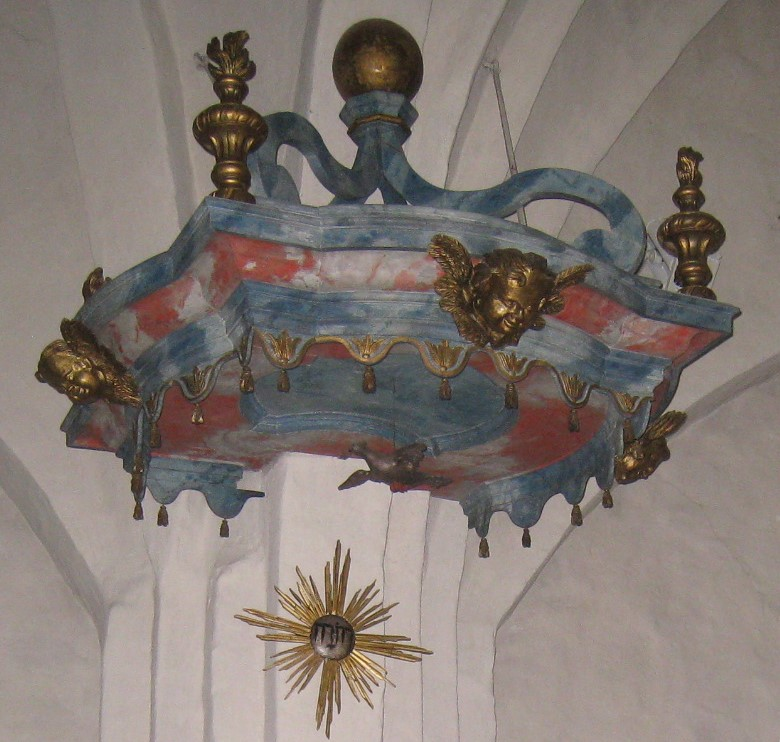
Predikstolens ljudtak med duvan under tillkom också 1755.
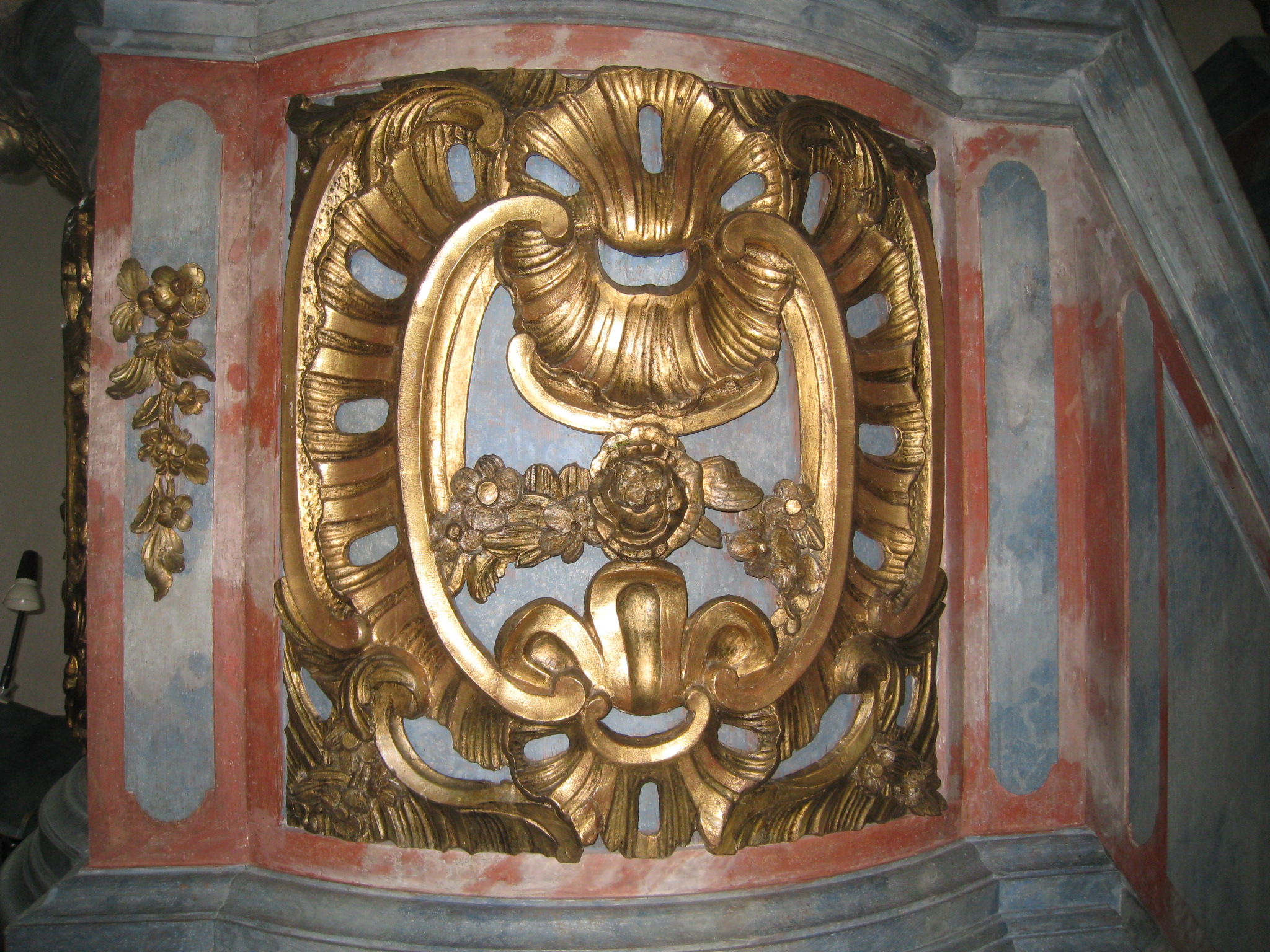
Predikstolen har en förgylld genomskuren dekor på framsidan.
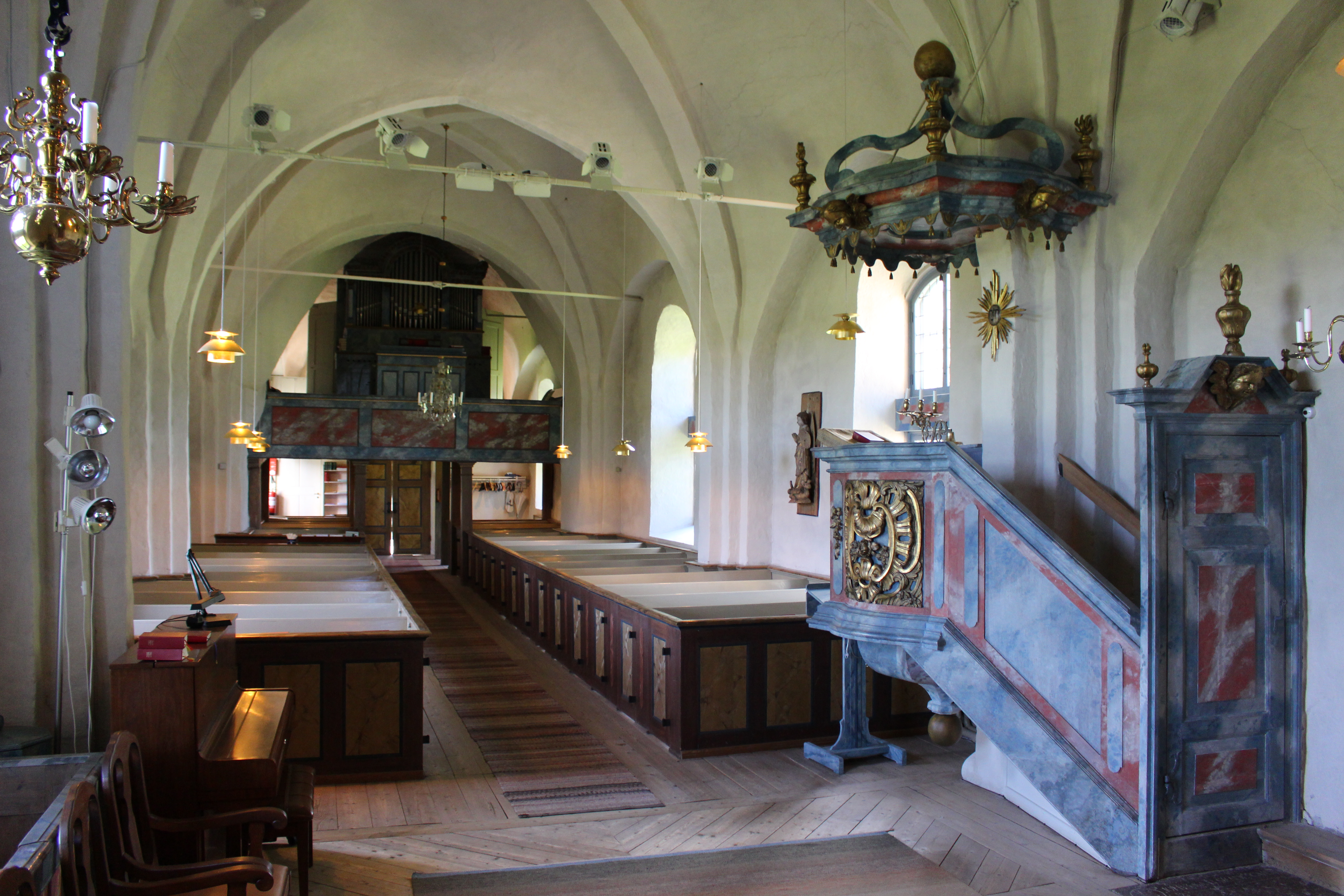
Kyrkorummet mot väster.

### Webbkällor
- anläggningspresentation
- Information från Rimbo pastorat om Husby-Sjuhundra kyrka
- Stockholms läns museum informerar
- Information från Norrtälje kommun